# Marinette (Wisconsin)
Marinette és una població dels Estats Units a l'estat de Wisconsin. Segons el cens del 2000 tenia 11.749 habitants.

## Demografia
Segons el cens del 2000, Marinette tenia 11.749 habitants, 5.095 habitatges, i 2.975 famílies. La densitat de població era de 671,1 habitants per km².
Dels 5.095 habitatges en un 28,7% hi vivien nens de menys de 18 anys, en un 44,4% hi vivien parelles casades, en un 10,4% dones solteres, i en un 41,6% no eren unitats familiars. En el 36,6% dels habitatges hi vivien persones soles el 17,4% de les quals corresponia a persones de 65 anys o més que vivien soles. El nombre mitjà de persones vivint en cada habitatge era de 2,24 i el nombre mitjà de persones que vivien en cada família era de 2,94.
Per edats la població es repartia de la següent manera: un 23,7% tenia menys de 18 anys, un 8,7% entre 18 i 24, un 27,1% entre 25 i 44, un 21,9% de 45 a 60 i un 18,7% 65 anys o més.
L'edat mediana era de 39 anys. Per cada 100 dones de 18 o més anys hi havia 85,1 homes.
La renda mediana per habitatge era de 31.743 $ i la renda mediana per família de 41.996 $. Els homes tenien una renda mediana de 32.161 $ mentre que les dones 21.750 $. La renda per capita de la població era de 17.852 $. Aproximadament el 6% de les famílies i el 9% de la població estaven per davall del llindar de pobresa.

## Poblacions més properes
El següent diagrama mostra les poblacions més properes.